# Yuki Urushibara
Yuki Urushibara (漆原 友紀, Urushibara Yuki]) est une mangaka née le 23 janvier 1974 dans la préfecture de Yamaguchi, au Japon. Elle possède également comme nom de plume Soyogo Shima (志摩 冬青, Shima Soyogo).

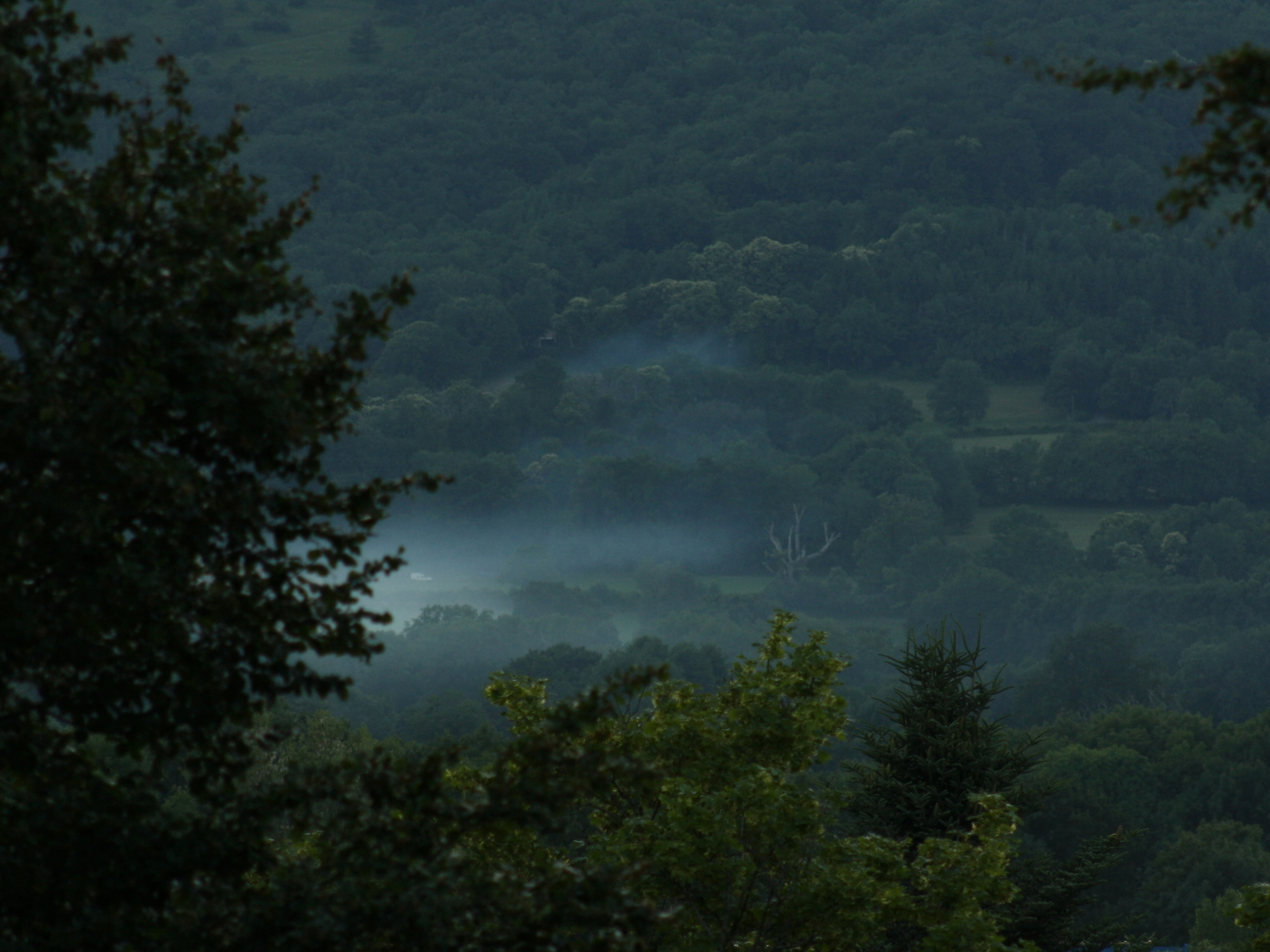
Un paysage comme les aime (et les dessine et les peint) Yuki Urushibara. Le photographe, dont le pseudonyme est Reza, a fort justement intitulé ce cliché : « Mushishi »…

Elle a rencontré le succès et gagné sa renommée internationale grâce à sa série manga Mushishi (en dix volumes de 1999 à 2008), multi-récompensée et multi-adaptée à l'écran.
Yuki Urushibara appartient à cette génération de femmes nées dans les années 1970 qui se sont frayé un chemin dans l'univers du manga (jusqu'ici plutôt masculin), comme Hiromu Arakawa, Asumiko Nakamura ou Aya Kanno, ou encore : Moyoko Anno (de « La Nouvelle Manga »), Naoko Takeuchi, Ai Yazawa, Kyōko Okazaki, Hiromu Arakawa, Kaoru Mori,. Elles ont succédé dans les années 1990 jusqu'à aujourd'hui (années 2020), à la génération précédente marquée par le fameux Groupe de l'an 24 (d'autrices mangakas nées à la fin des années 1940 et qui officiaient pendant leur enfance à elles), et elles ont contribué hautement à renouveler le genre manga, tant dans l'art du dessin que dans les thématiques, et pas seulement dans la catégorie Shōjo (pour adolescentes).
Au sein de sa génération de mangakas Yuki Urushibara a su occuper une place à part et imposer un ton et un style éminemment personnels et incomparables, voire atypiques, apportant au manga Seinen/Josei et même Seijin une tonalité poético-nostalgique et contemplative, un niveau de réflexion philosophique, une constante préoccupation écologiste, ainsi qu'un type de narration fusionnant tragédie et nonchalance, affectivité et environnement, éléments quotidiens et fantastiques, en un univers qui décidément n'appartient qu'à elle. Celui-ci est bien illustré dans son œuvre phare qui a acquis un statut de série culte : Mushishi, et s'est trouvé à la fois confirmé et décliné dans ses œuvres suivantes : Underwater - Le village immergé (2009) et Flow (2018), toutes trois fondées à chaque fois sur un concept différent et tout à fait original.

## Trajectoire

### Biographie
En 1998, elle remporte le grand prix du Concours des Quatre Saisons organisé par le magazine de prépublication manga Monthly Afternoon, ce qui lui vaudra la publication de son œuvre Mushishi, au départ dans un numéro hors série et ensuite, à partir de 2002, directement dans le mensuel Afternoon. Cette série obtient un franc succès de par le monde ; elle est traduite en français, ainsi que ses deux autres séries plus récentes : Underwater - Le village immergé, et Flow.

### Style et thématique

#### Registre
D'une série à l'autre, Yuki Urushibara exprime en effet un style et un univers très personnels, tant dans son dessin à la plume en noir et blanc que dans ses aquarelles, dans son usage des trames, ainsi que dans ses scénarios poétiques et nostalgiques, à mi-chemin entre réalisme et fantastique, le tout dessinant une œuvre d'un ton particulièrement original dans l'univers du manga Seinen et Josei (pour jeunes et adultes, hommes et femmes), voire Seijin (pour adultes mais ici sans la dimension érotique sous-entendue).

#### Émotion etreliance
Une autre constante, dans son œuvre, outre la douce atmosphère onirique en demi-teinte — parfois même entr’ouvrant la porte au tragique —, c'est l'attention portée aux émotions, aux relations affectives entre les personnes, ainsi que la dimension écologique systémique, voire holistique, de son univers, dont tous les éléments sont reliés (parfois imperceptiblement), et en interaction secrète les uns avec les autres. Ses personnages, parfois énigmatiques et portant aussi un secret, sont attachants tant par leur mystère et leurs silences que par leur charme nonchalant.

#### Paysages
Enfin, son souci du détail et son goût pour les paysages divers, la nature, la végétation, les vastes espaces (marins ou en altitude) ne se démentent jamais tout au long de son œuvre et dominent son amour du dessin et de la peinture en un émerveillement renouvelé, infusant toutes ses histoires et nombre de ses pages d'un fort aspect contemplatif plutôt inhabituel dans le genre manga, : dans ses séries traduites en français, il s'agit d'abord des paysages campagnards et montagnards du Japon éternel (Mushishi), puis des paysages aquatiques et subaquatiques dans Underwater, enfin d'un décor urbain ou péri-urbain contemporain dans Flow.
Yuki Urushibara elle-même explique ainsi son objectif dans un commentaire dessiné en post-scriptum du tome I de Flow, où elle donne la parole à ses propres chats (qui constatent la présence d'un chat parmi les trois personnages principaux) : 
« Les chats : “— L'auteure s'est lancée dans un manga de chats cette fois-ci, enfin ! — Oh ! Mais c'est vrai ! Enfin !” 
L’auteure : “— Mais non, c'est pas ça du tout !” 
Les chats : “— Ah ? C'est pas ça ? — Mais si, c'est ça !” 
L’auteure : “— C'est un manga de paysages, et situé dans le monde contemporain. [...] On y voit des miroirs convexes et des garde-fous couverts de rouille, des ruelles minuscules, du béton crasseux… C'est un manga où sont dépeints des tas de paysages contemporains pleins de charme !” 
Les chats : “— ... Et il y a de la demande pour ça ?” ». 

La suite a prouvé que oui (notamment le succès dans le monde et en France, surfant sur la vague de Mushishi)…

## Travaux

### Livres
Yuki Urushibara est l'autrice complète de ses mangas : scénario, dessin, lettrage (en idéogrammes japonais), couleur (pour les aquarelles de couverture, ou bien celles qui ouvrent certains épisodes).
[En caractères gras et soulignés les titres des éditions francophones] :
- Bio Luminescence (1997), une compilation de courts travaux, reprise plus tard dans Filaments. Non traduit en français.
- Mushishi (en japonais : 蟲師), publié depuis 1999 au Japon chez Kōdansha. Paru en français de 2007 à 2009 chez Kana. Adapté en anime pour la télévision, en VOD puis au cinéma (détails : voir section suivante). Récompensé : Prix d'Excellence du Festival des arts médias de l'Agence pour les affaires culturelles, catégorie Manga, en 2003[8] et Prix du manga de son éditeur Kōdansha en 2006[9].
- Yuki no kan (雪の冠, littéralement « La Couronne de neige »?).
- Kaseki no ie (化石の家, litt. « La Maison Fossile »?).
- Shōkei zatsu tobari (小景雑帳, litt. « Petit carnet de paysages »?).
- Meikyū neko (迷宮猫, litt. « Le Chat du labyrinthe »?).
- Misaki de bus wo orita hito (岬でバスを降りたひと, litt. « L'Homme qui est descendu du bus au cap »?), 2004.
- Filaments (2004), フィラメント～漆原友紀作品集～ (litt. « Filament ～ Collection d'œuvres ～ »?) : nouvelle compilation de courts travaux, reprenant les histoires de Bio Luminescence + deux nouvelles histoires. Édition en japonais :  (ISBN 978-4063143577). Non traduit en français, publié en espagnol par Milky Way éditions (es)[10].
- Suiiki (水域, litt. « L'eau »?), 2009 au japon, 2016 en français sous le titre Underwater  (« sous l'eau ») - Le Village immergé.
- Neko ga nishi mukya (猫が西向きゃ, litt. « Le chat va vers l'ouest »?), 2018 au Japon, 2021 en français sous le titre anglophone de Flow (« Flux », « Fluctuation »), tome 1 : « Quand un chat est tourné vers l'Ouest ».

### Audio-visuel
En tant qu'autrice, Yuki Urushibara intervient dans l'adaptation du scénario ou comme scénariste pour les films d'animation et en prise de vues réelles tirés de son œuvre écrite et dessinée, mais ceux-ci sont réalisés et animés, parfois aussi adaptés par d'autres. Voir détail ici : Mushishi en série animée .
- 2005 : Mushishi (蟲師?), sous-titré à l'international : The cure lies in the curse  (« Le remède réside dans le mal »), anime, réalisé par Hiroshi Nagahama pour le studio Artland, publié (DVD) en France par Black Box[11].
- 2006 : film en prise de vues réelles, réalisé par Katsuhiro Ōtomo, voir Mushishi (film).
- 2013 / 2014 : Mushishi Tokubetsu-hen: Hihamukage (蟲師 ―特別篇― 日蝕む翳, litt. « Chrysalide - Épisode spécial – Chrysalide »?), titre traduit à l'international par « L'ombre qui dévore le soleil », anime (toujours réalisé par Hiroshi Nagahama pour Artland), diffusé en VOD par Crunchyroll[12] ; parfois annoncé sous le titre : « 2-Chapter Special, “Top Secret Project” »  (« Chapitre spécial n° 2, “Projet top secret” »)[13].
- 2014 : Mushishi - Zoku Shô (蟲師 続章, Mushishi - Next passage, « Mushishi passage suivant »?), anime (toujours par Hiroshi Nagahama, diffusé par Crunchyroll). C'est la seconde adaptation de Mushishi en animé diffusée en 2014 à la TV Japonaise[14].
- 2015 : Mushihi - Suzu no Shizuku (蟲師 続章, Mushishi - Next passage, « Mushishi la suite »?), film. Ce film va clore les aventures de Gingko en adaptant le dernier arc du manga, « Les larmes des grelots », encore réalisé par Hiroshi Nagahama, et édité en VOD par Wakanim[15].

## Œuvres traduites en français

### Mushishi
Sa série phare, Mushishi — celle qui a fait connaître Yuki Urushibara dans le monde entier — est parue en français en dix tomes chez Kana / Dargaud, collection “Big Kana”, de 2007 à 2009. Elle s'est vue adaptée en anime en 2005-2006 (et à nouveau en 2014 et 2015) puis en film à prise de vues réelles (2007), et elle a connu des produits dérivés (notamment en jeu vidéo : Mushishi: Amefuru Sato sur Nintendo DS en 2008).
Dans une atmosphère particulièrement onirique et poétique, elle raconte les itinérances de Ginko, un expert en  “mushi”, qui sont de petits êtres imaginaires surnaturels (ou “infranaturels”) à la fois morts (ou inertes) et vivants, à la fois biologiques, physiques et chimériques. Ces mushi, organismes microscopiques (mais pas toujours), à la base des processus biologiques fondamentaux, vivent en symbiose avec des éléments de la nature et avec les humains, « parfois pour les guider [ou leur apporter des bienfaits] mais très souvent pour leur nuire », et ils se comportent alors en « parasites », pouvant donner des facultés étranges à leur vecteur humain (ou autre), mais aussi mimer le vivant ou déclencher des transformations de leur personnalité voire des maladies parfois mortelles, et sont donc souvent considérés par les personnages comme « démoniaques », voire comme une véritable malédiction ou une suite de calamités dont ils ignorent la cause, jusqu'à ce qu'un spécialiste les aide à les gérer ou s'en débarrasser. Ils sont pourtant sans malveillance aucune puisqu'ils sont dépourvus de volonté de nuire et interagissent avec leur environnement selon leur nature aveuglément. Mais ils créent alors un déséquilibre dans l'ordre naturel qu'il convient de réparer.
« Seuls quelques humains ont la faculté de les voir », et ont une sensibilité particulière aux mushi, puis une connaissance de ces entités acquise par expérience et par transmission. Ils deviennent alors des mushishi, ou experts en mushi, dont « la mission est de traquer les mushi afin de libérer leurs hôtes involontaires » : Ginko est de ceux-là, une sorte de médecin spécialiste errant, à mi-chemin entre enquêteur, chasseur et guérisseur, presque un chaman, qui cherche des personnes à aider. Au hasard des rencontres, toujours touchantes, il lui arrive des aventures qui permettent à l'autrice d'aborder, à travers « des thèmes teintés de surnaturel, une vision écologique, presque animiste, de la Nature [qui] ajoute un côté quasi mystique à Mushishi ».
Sont parues depuis en français deux autres séries manga (mini-séries cette fois) de Yuki Urushibara :

### Underwater - Le village immergé

#### Présentation
Une nouvelle série en deux tomes plus volumineux (que ceux de Mushishi), signée Urushibara (toujours autrice complète : scénario et dessin), est parue en français en 2016 chez Ki-oon, dans la collection “Latitudes” [tome 1 :  (ISBN 978-2355929410), tome 2 :  (ISBN 978-2355929656)].
On y retrouve l'atmosphère poétique et nostalgique propre à l'autrice, son dessin personnel hors des stéréotypes manga et ses aquarelles soignées : fidèle au style et à l'univers qu'on lui a connus dans Mushishi « la plume légère et aérienne de Yuki Urushibara [...] nous dépeint [cette fois] un monde onirique et peuplé de fantômes du passé ». Elle reste ici dans son registre fantastique “naturel” (pour inscrire une nuance par rapport au réalisme fantastique, mais aussi au regard du réalisme magique, aux frontières desquels se situe l'univers d'Urushibara) : « dans ce récit à mi-chemin entre Le Voyage de Chihiro et Quartier lointain, plusieurs générations de personnages tissent une histoire à l'ambiance unique, entre rêve et réalité », et « qui nous fait voyager dans un monde pas si éloigné de celui de Totoro ».

#### Concept
Ici se marque plus fortement une tendance à la “superposition temporelle”, parfois esquissée dans Mushishi, où des époques différentes peuvent dans certains cas communiquer et s'interpénétrer.

### Flow

#### Présentation
La série traduite en français suivante est parue en trois tomes (dans un format qui rappelle celui de Mushishi) de 2021 à 2022, à nouveau chez Kana, collection “Big Kana” [tome 1 :  (ISBN 978-2505085133), tome 2 :  (ISBN 978-2505088318), tome 3 :  (ISBN 978-2505115328)].
La série Mushishi se situait comme on l'a vu dans un registre de réalisme fantastique de type biologique et écologique, avec des contes centrés sur des entités (imaginaires mais proches de certaines formes de vie anciennes attestées) appelées “mushi”, une forme de vie primitive, très élémentaire et archaïque, parfois imperceptible, et sur leurs interactions avec le monde des hommes, dans un environnement plutôt rural et mêlant des éléments du Japon ancien et du Japon moderne.
Cette nouvelle série Flow, se démarque et se situe quant à elle en milieu urbain et contemporain, dans les décors d'une petite ville japonaise d'aujourd'hui, littorale et provinciale, décors « rendus avec beaucoup de réalisme ». Les traits poétiques et l'atmosphère nostalgique étaient très présents dans Mushishi, et non dénués souvent d'une dimension tragique. Dans Flow, si la visée et l'atmosphère poétiques sont toujours là comme en filigrane, le ton est néanmoins différent, plus fantasque, plus nonchalant (à l'image de son personnage principal), les personnages sont dans l'ensemble plus légers et la réaction des personnes face aux phénomènes étranges (plutôt que surnaturels) est globalement plus décontractée, intriguée mais moins angoissée que dans Mushishi. Comme le dit l'éditeur dans sa présentation : « Si Mushishi était l’ombre, Flow est la lumière » : la tragédie n'est donc « plus au rendez-vous », au point que l'éditeur parle même « d'une lecture “Feel-Good” » ! 
Pour autant on retrouve toujours des récits humains émouvants, privilégiant les aspects affectifs de la relation humaine, où les phénomènes étranges « incitent à la communication et au partage des émotions entre les personnes », où il s'agit toujours de réparer des perturbations, des accidents, de soigner une souffrance, et où l'entraide — même entre espèces, puisqu'un des trois personnages principaux est un chat très sensible et “expert” en phénomènes surnaturels — ainsi que la compétence favorisent la résilience, tant dans sa dimension psychologique qu'écologique, et finalement le retour à l'équilibre et à la quotidienneté, tous éléments qui sont la marque de l’autrice.
Le fantastique “naturel” et biologique de Mushishi laisse aussi sa place dans Flow à « une autre approche du fantastique » : à savoir un registre de réalisme fantastique plutôt de type physique, centré sur un autre phénomène étrange (là encore imaginaire mais de l'ordre d'une sorte de possible quantique, d'instabilité fondamentale et aléatoire de la matière) : le “flow”, ou réalité fluctuante.

#### Concept
Ce vocable de flow est emprunté à l'anglais et fait partie des intraduisibles (comme le blues, le duende ou la saudade) ; il a été choisi dans l'édition française comme titre générique pour la minisérie de préférence au titre japonais (probablement trop long et énigmatique, voire « nébuleux » pour un public francophone : « Si le chat fait face à l'ouest ») ; d'autant que le mot est connu en français dans l'univers du rap où il désigne le flux et le rythme d'élocution du performeur, ainsi qu'en psychologie, où il caractérise un état de concentration mentale maximale tendue vers la réalisation d'une activité. Mais le mot « flow » est utilisé ici dans son sens anglais originel non-spécifique (à savoir « flux », ou « fluctuation ») : il n'a que peu à voir dans cette œuvre d'Urushibara avec son sens particulier en psychologie, et moins encore avec celui qu'il a dans l'univers du rap.
Qu'est-ce qu'un « flow » pour Urushibara ? Un des trois personnages principaux définit le phénomène ainsi aux pages 8 et 9 du premier tome : « Ce sont des fluctuations qui se produisent dans l'espace [...]. Fondamentalement, toute la matière de notre monde est animée en permanence d'un mouvement oscillant infime qui la rend instable. Parfois l'équilibre se rompt, et elle change de forme. On parle alors de fluctuation, ou de “flow” ».